# Lamm

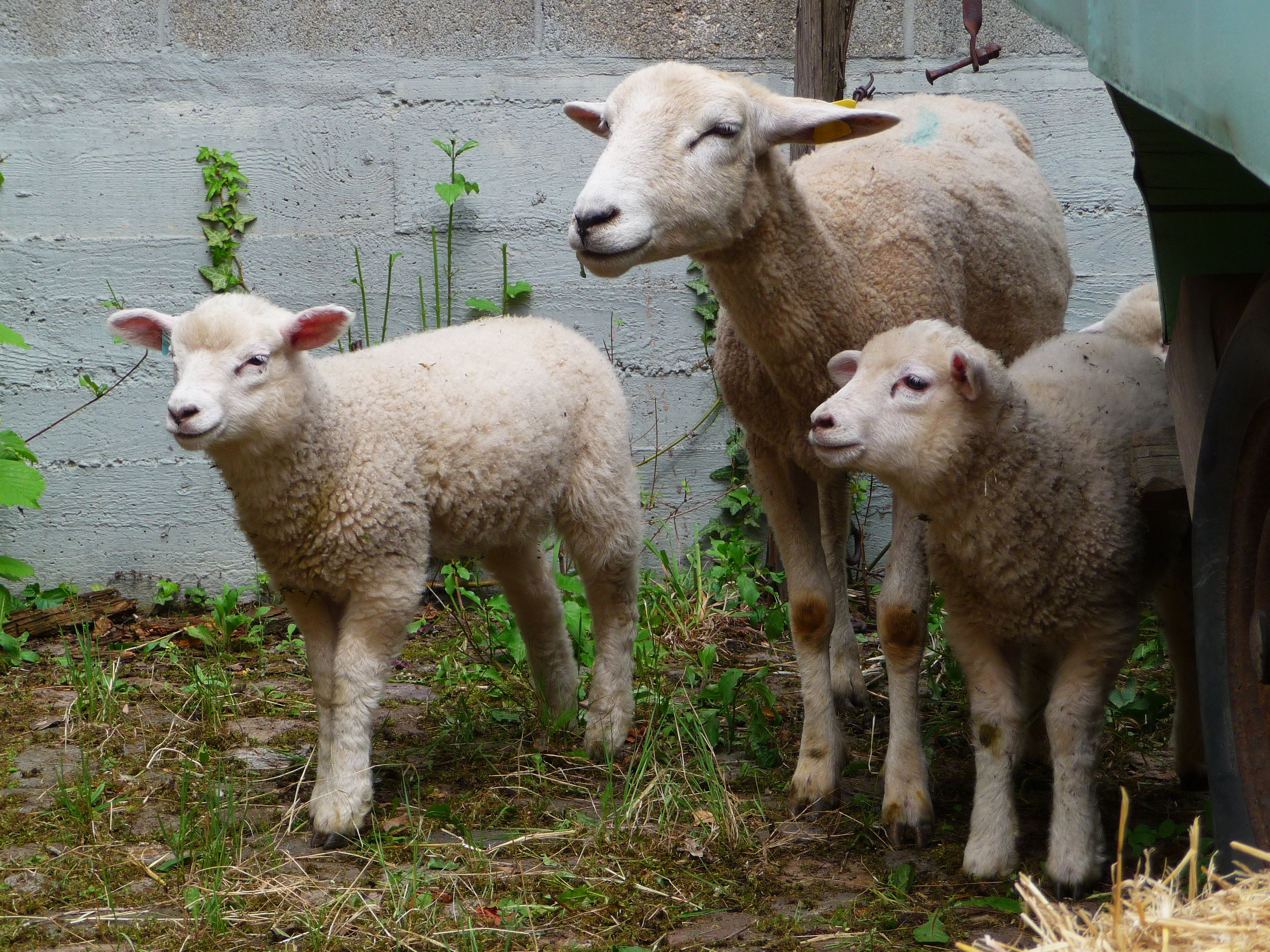
Merinoschaf mit zwei Lämmern

Ein Lamm ist ein junges (juveniles) Schaf. Das Gebären oder Werfen von Schafen wird Lammen genannt.

## Nutztier
Lebensmittelrechtlich dürfen Tiere bis zum Alter von einem Jahr als Lamm bezeichnet werden. Lämmer, die noch Muttermilch aufnehmen, werden als Sauglamm bezeichnet (Bayern und Österreich: Milchlamm). Geschlachtet werden Lämmer wegen ihres zarten Fleisches. Neben dem Lammfleisch werden auch Innereien wie Lammleber, Lammnieren, Lammbries und Lammzunge verzehrt. Gegerbtes Lammfell wird als Leder oder für Pelze genutzt. Im Pelzhandel ist die Bezeichnung Lammfell teilweise auch für Felle und Schaffellprodukte ausgewachsener Schafe üblich.

## Religiöse Rolle
In verschiedenen Religionen sind junge Schafe bevorzugte Opfertiere, unter anderem im alten Judentum vor der Zerstörung des Jerusalemer Tempels, bei den Samaritanern und in anderen Religionen des Nahen Ostens. In der christlichen Religion ist das Lamm ein Analogie-Symbol für das Opfer durch den stellvertretenden Kreuzestod Jesu Christi. Dieses sogenannte Lamm Gottes wird in der christlichen Symbolik und Kunst häufig aufgegriffen. Der besonders in Südeuropa verbreitete Brauch, ein Osterlamm zu essen, stammt daher.